# Ferdinand Justi
Ferdinand Justi (Marburg, 1837. június 2. – Marburg, 1907. február 17.) német orientalista, nyelvész. 1861-től a marburgi egyetemen magántanár, 1868-tól rendkívüli, 1869-től rendes tanár, a összehasonlító nyelvészet és a germán filológia tanára. (Bátyja, Carl Justi neves művészettörténész volt.)

## Fő művei
- Handbuch der Zendsprache (1864); (a Bundehesch (középperzsa/pahlavi: Būndahišn) kiadása glosszáriummal, 1868)
- Dictionnaire kurde-français (Szentpétervár, 1879)
- Geschichte des alten Persiens (Berlin, 1879)
- Kurdische Grammatik (1880)
- Geschichte der orientalischen Völker in Alterthum (Berlin, 1884)
- Iranisches Namenbuch (Marburg)
- Hessisches Trachtenbuch (1899–1905)